# Sea + Air
I Sea + Air (o anche Sea and Air) sono un duo musicale tedesco di genere folk rock nato nel 2010 composto dal compositore Daniel Benjamin che aveva già alle spalle una carriera da cantautore con tre album pubblicati tra il 2005 ed il 2010, e da sua moglie Eleni Zafiriadou, clavicembalista e ballerina di origine greca, già collaboratrice di Benjamin nei suoi album da solista.
Il nome del gruppo è un gioco di parole che pronunciato in inglese si traduce in tedesco Sie + Er che significa lei + lui.

## Stile musicale
Nel loro stile si scorgono influenze pop come anche della musica barocca classica di Johann Sebastian Bach o del folklore greco.
La struttura base della loro musica è costituita da due soli strumenti, il clavicembalo e la chitarra, anche se utilizzano nei loro brani altri strumenti musicali come la batteria, i piatti, le campane suonati da Benjamin mentre Eleni suona, oltre il clavicembalo, l'organo, le tastiere e la batteria.
La voce principale è quasi sempre quella di Daniel, ma i brani sono spesso cantati a due voci.

## Storia
Dopo anni di gavetta nei con concerti suonati in giro per il mondo prima con il nome da solista di Daniel Benjamin, poi con il nome del gruppo, hanno aperto tra l'altro concerti per Sufjan Stevens, White Stripes, The Flaming Lips e nell'estate 2010 alcune date di Whitney Houston selezionati personalmente dalla cantante, a metà del 2011 pubblicano il primo disco My Heart's Sick Chord per promuovere il quale partono per una tournée mondiale di due anni toccando anche l'Italia. Dopo la ripubblicazione in versione ampliata del primo album ha realizzato nel 2013 due EP: The Heart of Rainbow e  Dirty Love.

## Discografia

### Album
- 2011 - My Heart's Sick Chord - (Motor Entertainment/Volkoren) (riedito nel 2012 in versione deluxe ampliata)

### EP
- 2013 - The Heart of Rainbow - (Motor Entertainment)
- 2013 - Dirty Love  - (Motor Entertainment)

## Discografia di Daniel Benjamin

### EP
- The Field (autoprodotto, 2003)
- The Ocean (Split-EP mit Norfolk & Western) (autoprodotto, 2003)
- The City (autoprodotto, 2004)
- The Mountain (autoprodotto, 2004)
- Lightning Strike Me (autoprodotto, 2004)

### Album
- Daniel Benjamin (autoprodotto, 2005,  Haldern Pop Recordings, 2006, Edizione deluxe con 19 Tracks, 2007)
- There's a Monster Under Your Deathbed (Haldern Pop Recordings, 2009)
- There's a Deathbed for Your Monster (Haldern Pop Recordings, 2010)